# Jaime Alguersuari
Jaime Alguersuari, né le 23 mars 1990 à Barcelone, est un pilote automobile espagnol et le fils d'un important magnat de la presse espagnole. 
En 2008, il remporte le Championnat de Grande-Bretagne de Formule 3 à l'âge de 18 ans et 203 jours, devenant ainsi le plus jeune champion de l'histoire de la discipline. En 2009, il dispute les World Series by Renault tout en étant promu pilote de réserve des écuries Red Bull Racing et Scuderia Toro Rosso. 
À la mi-saison, le 20 juillet, il remplace officiellement Sébastien Bourdais chez Toro Rosso après le licenciement du pilote français après le Grand Prix d'Allemagne. Jaime Alguersuari dispute sa première épreuve de championnat du monde de Formule 1 le 26 juillet 2009 au Grand Prix de Hongrie et devient, à l'époque, le plus jeune pilote de l'histoire à prendre le départ d'un Grand Prix de Formule 1.  
Après quelques saisons chez Toro Rosso, il est licencié au profit de Jean-Éric Vergne et Daniel Ricciardo fin 2011. Après plusieurs années en tant que pilote d'essais Pirelli aux côtés de Lucas di Grassi, sa carrière est relancée en 2014, lorsqu'il est titularisé par Virgin Racing en Championnat de Formule E FIA. Après une saison, il décide de prendre sa retraite sportive pour se concentrer dans une carrière musicale déjà entamée en 2011.

## Biographie sportive

### Avant la Formule 1

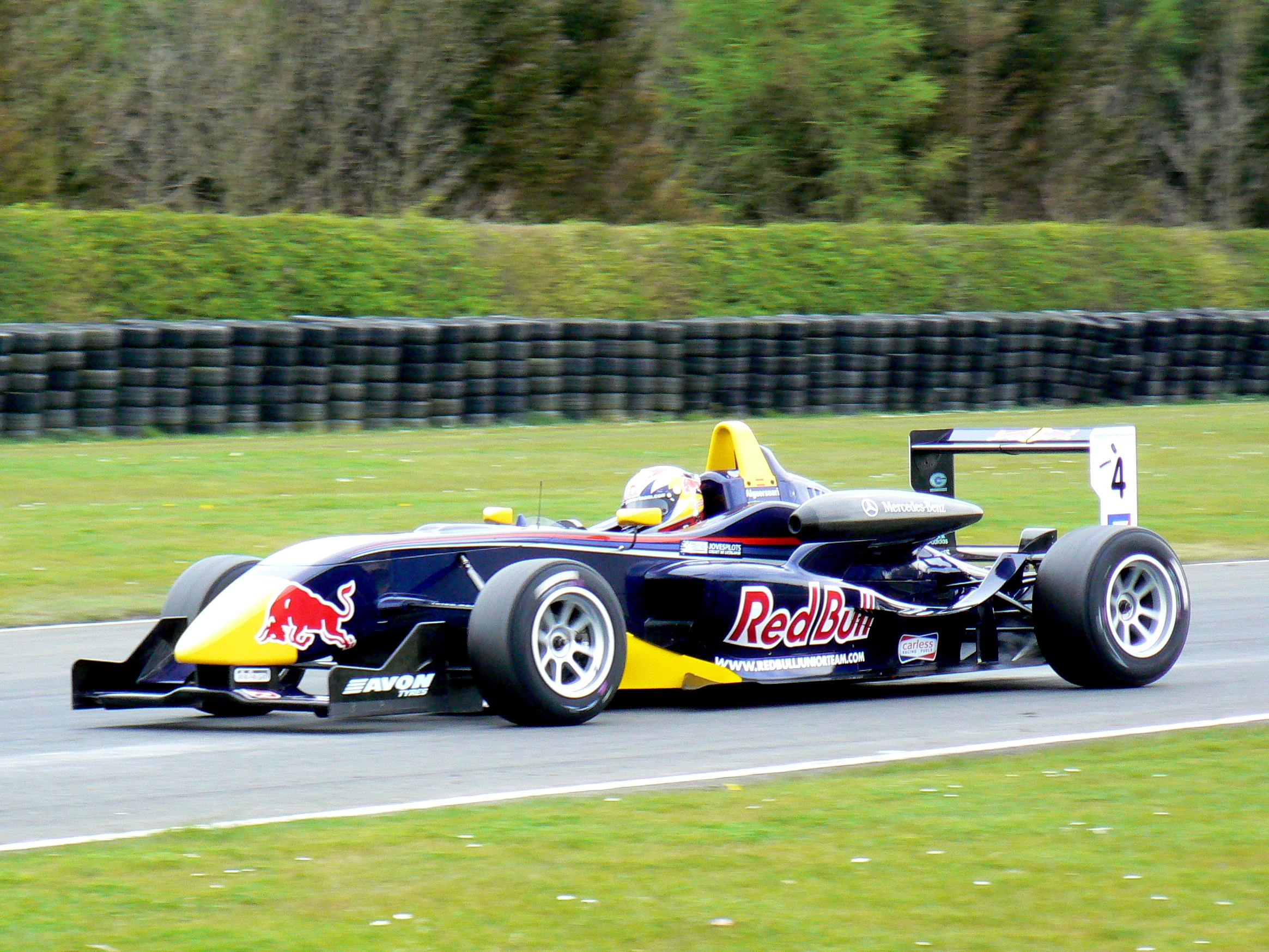
Jaime Alguersuari à Croft en 2008, lors du championnat britannique de Formule 3

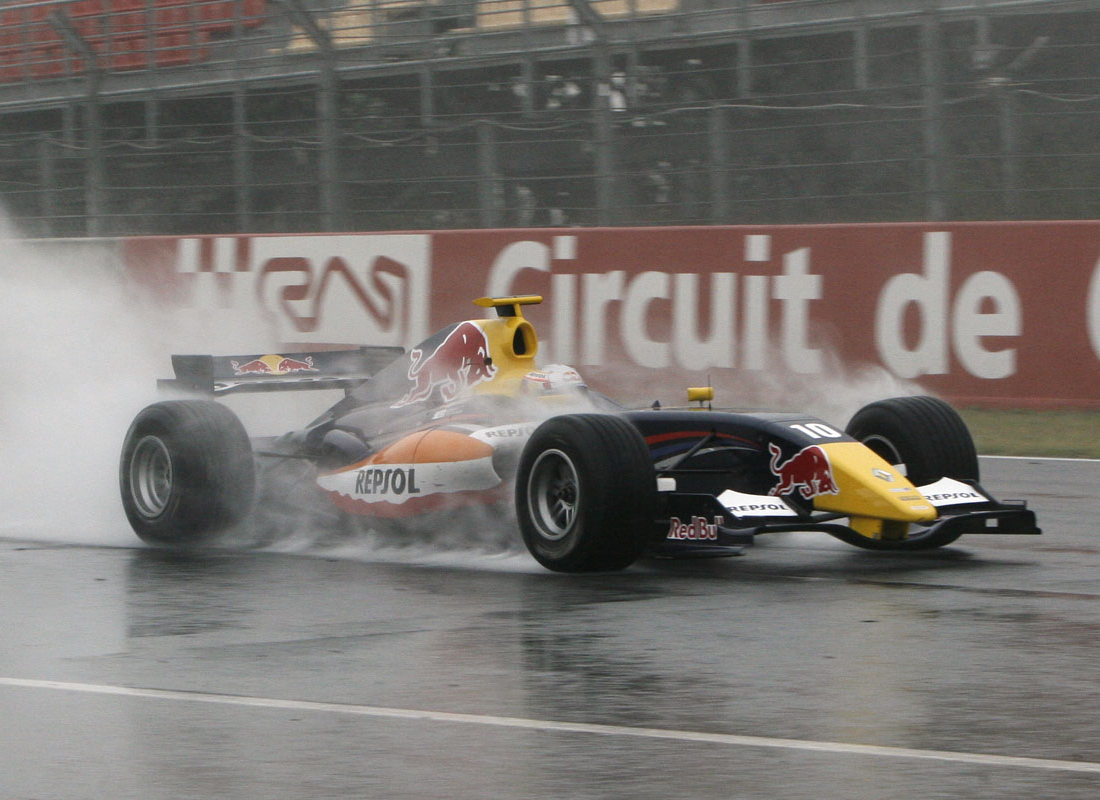
Jaime Alguersuari chez Carlin Motorsport lors d'une épreuve de Formule Renault en 2009

Fils de Jaime Alguersuari Sr, important magnat de la presse espagnole qui fut pilote moto en championnat du monde dans les années 1960 et 1970, Jaime Alguersuari débute en sport automobile en 2005 et, dès 2006, remporte le Championnat d'Italie de Formule Renault hivernal, avant de se classer second du championnat principal derrière Mika Mäki l'année suivante. En 2008, il dispute le Championnat de Grande-Bretagne de Formule 3 chez Carlin Motorsport aux côtés de Brendon Hartley, Oliver Turvey et Sam Abay. Après une longue bataille tout au long de la saison face à Hartley, Turvey et Sergio Pérez, Alguersuari remporte les trois dernières épreuves et décroche le titre. Il devient, à 18 ans et 203 jours, le plus jeune vainqueur d'un championnat national de Formule 3 de l'histoire. Il dispute également la Race of Champions 2008 au Wembley Stadium en décembre 2008.
En 2009, il dispute les World Series by Renault, toujours chez Carlin Motorsport avec à nouveau Turvey comme coéquipier. Il est également promu pilote de réserve des écuries Red Bull Racing et Toro Rosso en Formule 1.
2005
- Formule Junior italienne : 3e avec 2 victoires.

2006
- Championnat d'Italie de Formule Renault winter series : champion (4 victoires) ;
- Championnat d'Italie de Formule Renault : 10e ;
- Eurocup Formule Renault : 12e.

2007
- Championnat d'Italie de Formule Renault : 2e avec 3 victoires ;
- Eurocup Formule Renault : 5e.

2008
- Championnat de Grande-Bretagne de Formule 3 : 1er.

2009
- World Series by Renault : 6e ;
- Championnat du monde de Formule 1 : Pilote de réserve des écuries Red Bull Racing et Scuderia Toro Rosso et pilote officiel Toro Rosso à partir du Grand Prix de Hongrie.

### Formule 1

#### Saison 2009

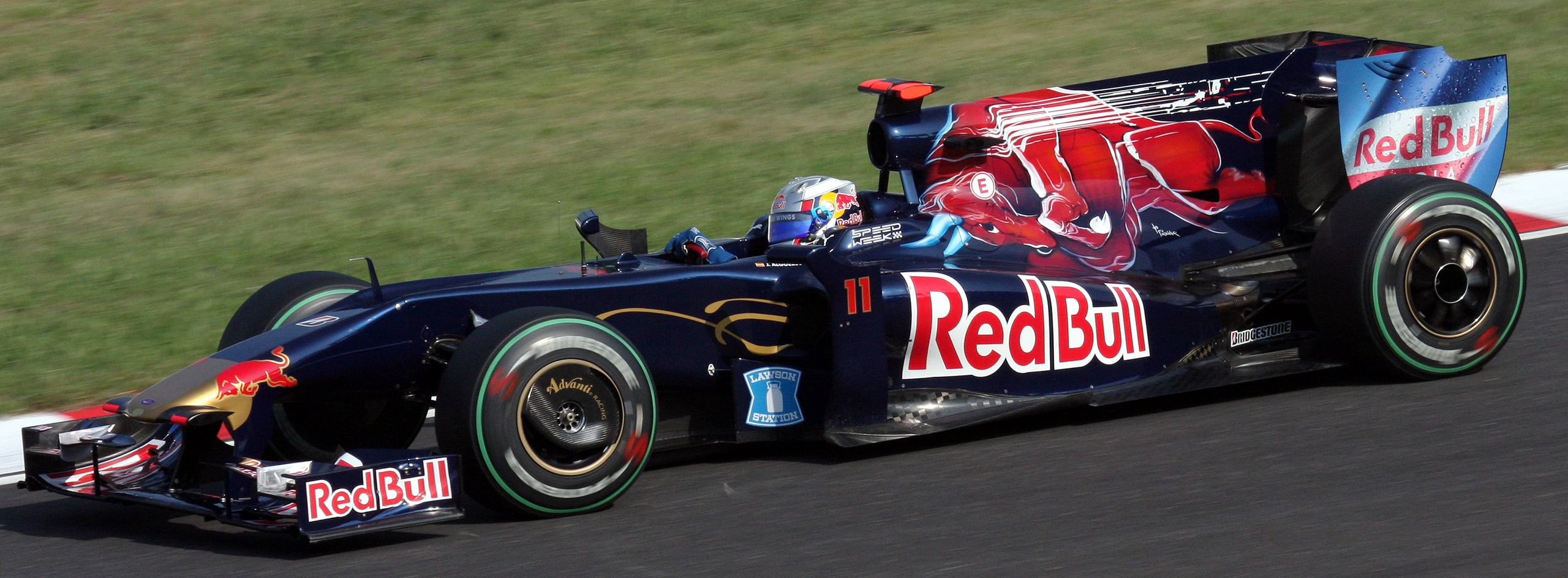
Jaime Alguersuari au Grand Prix du Japon 2009

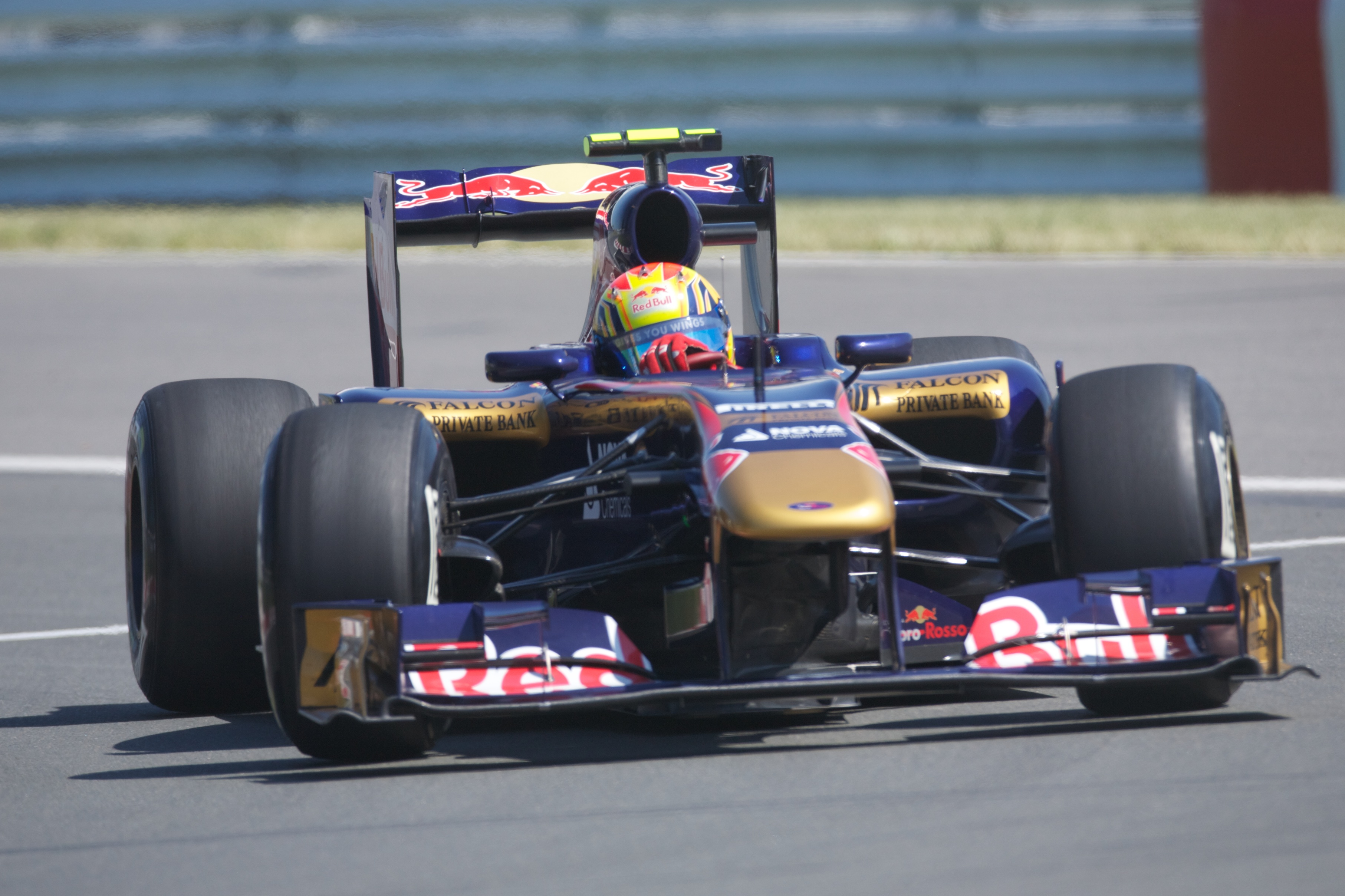
Jaime Alguersuari chez Toro Rosso lors du Grand Prix du Canada 2011

Alors qu'il occupe la huitième place du championnat WSR avec un podium à son actif, il est appelé en Formule 1 par la Scuderia Toro Rosso pour assurer le remplacement de Sébastien Bourdais, licencié le 20 juillet à l'issue du Grand Prix d'Allemagne. Jaime Alguersuari débute à l'occasion du Grand Prix de Hongrie. Qualifié à la dix-neuvième place sur la grille, il se classe quinzième devant son coéquipier Sébastien Buemi et devient, à 19 ans et 125 jours, le plus jeune pilote à prendre le départ d'un Grand Prix. Il se qualifie à la même position au Grand Prix d'Europe à Valence et termine seizième tandis que Buemi abandonne. En Belgique, il est impliqué dans le carambolage du premier tour et doit renoncer. Il abandonne également en Italie sur un souci de boîte de vitesses. La fiabilité de ses freins le trahit à Singapour. Au Grand Prix du Japon, disputé à Suzuka, il abandonne pour la quatrième fois consécutive, victime d'un accident à une dizaine de tours de l'arrivée. Il termine quatorzième au Brésil et se fait remarquer à Abou Dabi en confondant son stand avec celui de Red Bull puis abandonne ensuite sur un souci de boîte de vitesses.

#### Saison 2010
Pour 2010, Alguersuari est toujours chez Toro Rosso.
À Bahreïn, il termine treizième devant Buemi, seizième. Il termine à la porte des points en Australie après s'être battu avec Michael Schumacher.
Le 4 avril 2010, Jaime Alguersuari marque ses deux premiers points en Formule 1 lors du Grand Prix de Malaisie et devient ainsi le deuxième pilote le plus jeune de l'histoire à inscrire des points, derrière Sebastian Vettel. Il inscrit un autre point à domicile et deux autres lors de la dernière manche du championnat, à Abou Dabi et se classe en dix-neuvième et dernière place du championnat du monde avec cinq points, trois de moins que son coéquipier.

#### Saison 2011
Toujours chez Toro Rosso en 2011, Alguersuari connaît un début de saison difficile, éclipsé aussi bien en course qu'en qualification par son coéquipier Sébastien Buemi. Lors du Grand Prix de Chine, il réussit à se qualifier en septième position, le meilleur résultat de sa carrière. Il ne peut profiter de cette performance car, en course, il abandonne après avoir perdu une roue. Alguersuari doit attendre la septième manche du championnat, au Canada, pour marquer ses premiers points de l'année. Il se classe huitième, son meilleur résultat en Formule 1 depuis ses débuts. Il réédite cette performance deux semaines plus tard, sur le tracé urbain de Valence, à l'occasion du Grand Prix d'Europe. À Silverstone, après s'être élancé de la dix-huitième place sur la grille de départ pour la troisième fois consécutive, il marque le point de la dixième place finale. À Monza, il réalise la meilleure performance de sa carrière en se classant septième du Grand Prix d'Italie.
À Singapour, il abandonne dans les derniers tours de la course après avoir tapé un muret. Au Japon, il finit à une lointaine quinzième place mais, une semaine plus tard en Corée du Sud, il se classe septième après avoir dépassé Nico Rosberg dans le dernier tour. En Inde, il finit à la huitième place. Alguersuari termine à la quatorzième place du championnat du monde et devance son coéquipier Sébastien Buemi. Malgré ces résultats, le 14 décembre 2011, la Scuderia Toro Rosso annonce ne pas conserver le pilote espagnol pour la saison 2012. Jaime Alguersuari commente alors à la radio les Grands Prix de la saison 2012 sur la British Broadcasting Corporation avec James Allen tout en étant pilote d'essai pour le manufacturier Pirelli en Formule 1.

### Après la Formule 1
Après avoir passé plusieurs années en tant que pilote d'essais Pirelli aux côtés de Lucas di Grassi et une pige aux CIK-FIA World KZ Championship 2013 (neuvième), sa carrière est relancée en 2014 lorsqu'il est titularisé par Virgin Racing en Championnat de Formule E FIA. Il termine treizième du championnat avec pour meilleur résultat, une quatrième place à Buenos Aires.
Ayant « perdu la passion de courir en sport automobile », Alguersuari prend sa retraite sportive en 2015 pour se concentrer sur sa carrière musicale ; ayant déclaré forfait pour la dernière manche du championnat de Formule E, des raisons médicales pourraient aussi expliquer cette décision.

## Résultats en championnat du monde de Formule 1
| Saison | Écurie              | Châssis | Moteur         | Pneus       | GP disputés | Points inscrits | Dans les points | Abandons | Classement |
| ------ | ------------------- | ------- | -------------- | ----------- | ----------- | --------------- | --------------- | -------- | ---------- |
| 2009   | Scuderia Toro Rosso | STR4    | Ferrari V8 056 | Bridgestone | 8           | 0               | 0               | 5        | 24e        |
| 2010   | Scuderia Toro Rosso | STR5    | Ferrari V8 056 | Bridgestone | 19          | 5               | 3               | 2        | 19e        |
| 2011   | Scuderia Toro Rosso | STR6    | Ferrari V8 056 | Pirelli     | 19          | 26              | 7               | 4        | 14e        |

## Musique
Il est également DJ à succès sous le pseudo de DJ Squire et a enregistré sous son nom un album de house, qui a atteint le top 10 des ventes d'albums électroniques sur iTunes en Espagne. Alguersuari mixe de temps à autre à Ibiza.